# موسسه سرزمین
مؤسسه سرزمین (به انگلیسی: The Land Institute) یک سازمان پژوهشی، آموزشی و سیاستی غیرانتفاعی آمریکایی است که به کشاورزی پایدار اختصاص دارد و در سالینا، کانزاس پایه‌گذاری شده‌است. هدف آنها توسعه یک سیستم کشاورزی مبتنی بر محصولات چندساله است که " پایداری بوم‌شناختی چمنزار و عملکرد دانه قابل مقایسه با محصولات یکساله " داشته باشد.